# Drosophila meridiana
Drosophila meridiana este o specie de muște din genul Drosophila, familia Drosophilidae, descrisă de Patterson și Wheeler în anul 1942. Conform Catalogue of Life specia Drosophila meridiana nu are subspecii cunoscute.